# Simulium oblongum
Simulium oblongum är en tvåvingeart som beskrevs av Takaoka och Choochote 2005. Simulium oblongum ingår i släktet Simulium och familjen knott.
Artens utbredningsområde är Thailand. Inga underarter finns listade i Catalogue of Life.